# Kalininiec Swierdłowsk
Kalininiec Swierdłowsk (ros. ФК «Калининец» Свердловск) – radziecki klub piłkarski, mający siedzibę w mieście Swierdłowsk, w środkowej części kraju.

## Historia
Chronologia nazw:
- 1942: Z-d im. Kalinina Swierdłowsk (ros. ФК «З-д им. Калинина» Свердловск)
- 1945: Zienit Swierdłowsk (ros. ФК «Зенит» Свердловск)
- 1946: Z-d im. Kalinina Swierdłowsk (ros. ФК «З-д им. Калинина» Свердловск)
- 1966: Kalininiec Swierdłowsk (ros. ФК «Калининец» Свердловск)
- 1982: klub rozwiązano

Klub piłkarski Zawod im. Kalinina został założony w miejscowości Swierdłowsk w 1942 roku i reprezentował miejscowy zakład budowy maszyn im. Kalinina (obecnie zakład "Elmasz"). W 1941 roku zakład został ewakuowany z Leningradu do Swierdłowska i produkował technikę wojskową. Na początku istnienia zespół brał udział w rozgrywkach lokalnych. W 1944 startował w Pucharze ZSRR. Po wznowieniu rozgrywek piłkarskich debiutował w mistrzostwach ZSRR 1945 roku, występując z nazwą Zienit Swierdłowsk we Wtoroj gruppie Mistrzostw ZSRR (D2), zajmując 16.miejsce. Potem wrócił do nazwy Zawod im. Kalinina i występował w rozrywkach lokalnych. W 1966 po zmianie nazwy na Kalininiec Swierdłowsk startował w trzeciej lidze, zwanej Klass B. W sezonie 1966 najpierw zwyciężył w grupie 5 Rosyjskiej FSRR, a potem był trzecim w półfinale III. Sezon 1967 zakończył na 5.pozycji w grupie 5. W sezonie 1968 najpierw zwyciężył w grupie 5 Rosyjskiej FSRR, a potem również był pierwszym w półfinale V, aby w turnieju finałowym Rosyjskiej FSRR zdobyć wicemistrzostwo (wśród 6 klubów), które promowało do drugiej ligi. W sezonie 1969 najpierw zdobył 5.lokatę w grupie 1 podgruppy II, a potem w turnieju o 1-12 miejsca podgruppy II uplasował się na przedostatniej 11.pozycji we Wtoroj gruppie Klassa A (D2). W 1970 po reorganizacji systemu lig klub spadł z rozgrywek profesjonalnych i grał potem w mistrzostwach obwodu swierdłowskiego. Po zakończeniu sezonu 1982 klub został rozwiązany.

## Barwy klubowe, strój
| Niebieski | Biały |

Klub ma barwy niebiesko-białe. Zawodnicy domowe spotkania zazwyczaj grają w niebieskich koszulkach, niebieskich spodenkach oraz niebieskich getrach.

## Sukcesy

### Trofea międzynarodowe
Nie uczestniczył w rozgrywkach europejskich (stan na 31-05-2019).

### Trofea krajowe
| \| \| Zdobyte trofea w rozgrywkach Związku Radzieckiego (stan na: 31-12-1992) \| |                                                                         |      |                          |
| Rozgrywki                                                                        | Osiągnięcie                                                             | Razy | Sezon(y)                 |
| Mistrzostwo                                                                      | I miejsce                                                               | 0    |                          |
| Mistrzostwo                                                                      | II miejsce                                                              | 0    |                          |
| Mistrzostwo                                                                      | III miejsce                                                             | 0    |                          |
| Puchar                                                                           | zdobywca                                                                | 0    |                          |
| Puchar                                                                           | finalista                                                               | 0    |                          |
| Puchar                                                                           | 1/16 finału                                                             | 2    | 1944, 1945               |
| II liga                                                                          | I miejsce                                                               | 0    |                          |
| II liga                                                                          | II miejsce                                                              | 0    |                          |
| II liga                                                                          | III miejsce                                                             | 0    |                          |
| II liga                                                                          | 11.miejsce                                                              | 1    | 1969 (2 podgruppa RFSRR) |
|                                                                                  | Zdobyte trofea w rozgrywkach Związku Radzieckiego (stan na: 31-12-1992) |      |                          |

- Klass B (D3):
  - wicemistrz (1x): 1968 (RFSRR)

## Poszczególne sezony

### Rozgrywki międzynarodowe

#### Europejskie puchary
Nie uczestniczył w rozgrywkach europejskich.

### Rozgrywki krajowe
| \| \| Bilans występów klubu w rozgrywkach piłkarskich Związku Radzieckiego (Stan na 31 grudnia 1992 r.) \| |                                                                                                   |        |       |   |   |   |    |    |     |            |        |        |      |
| Poziom | Rozgrywki                                                                                         | Sezony | Mecze | Z | R | P | B+ | B– | Pkt | Lata       | Awanse | Spadki | Naj. |
| I | Wysszaja Liga                                                                                     | 0      |       |   |   |   |    |    |     |            |        |        |      |
| II | II gruppa/Klass A - II gruppa                                                                     | 2      |       |   |   |   |    |    |     | 1945, 1969 | 0      | 2      | 11   |
| III | Klass B - gr.RFSRR                                                                                | 3      |       |   |   |   |    |    |     | 1966–1968  | 1      | 0      | 2    |
| | Puchar ZSRR                                                                                       | ?      |       |   |   |   |    |    |     | 1944–1969  | 0      | 0      | 1/16 |
| | Bilans występów klubu w rozgrywkach piłkarskich Związku Radzieckiego (Stan na 31 grudnia 1992 r.) |        |       |   |   |   |    |    |     |            |        |        |      |

## Struktura klubu

### Stadion
Klub piłkarski rozgrywał swoje mecze domowe na stadionie Kalininiec w Jekaterynburgu, który może pomieścić 500 widzów.

### Inne sekcje
Klub prowadzi drużyny dla dzieci i młodzieży w każdym wieku. Obecnie funkcjonuje sekcja futsalu dla dziewcząt.

## Kibice i rywalizacja z innymi klubami

### Rywalizacja
Największymi rywalami klubu są inne zespoły z miasta.

### Derby
- Dinamo Swierdłowsk
- SKA Swierdłowsk
- Urałmasz Swierdłowsk